# Длуский, Казимир
Казимир Длуский (пол. Kazimierz Dłuski; 1 ноября 1855, Сосновец Могилёвской губернии, Российская империя  — 6 сентября 1930, Отвоцк, Польша) — польский политический деятель, революционер, врач-пульмонолог.

## Биография
Во время учебы в Императорском Варшавском университете в 1877 г. познакомился с социалистическими идеями и занялся революционной деятельностью. До 1878 г., сотрудничая с Л. Варынским, занимался созданием первых революционных кружков в Одессе и Варшаве. Находился на нелегальном положении, в 1878 г. под угрозой ареста, отправился в Женеву, где в 1878—1881 г. изучал медицину, а затем в Париж.
Был в числе основателей журнала «Равенство» (пол. «Równość») (1879—1881) и «Рассвет» (пол. «Przedświt») (1884—1886).
Казимир Длуский — один из пионеров теории исторического материализма и революционного марксизма. Пропагандист идеи мировой революции, которая должна была решить также и польский национальный вопрос.
В 1894—1898 годах — член Заграничного союза социалистов Польши.
С 1900 г. поселился в Закопане, где в 1902 г. основал противотуберкулёзный санаторий, которым руководил до 1919 г.
В 1909 г. — соучредитель и президент с 1910 по 1919 г. Татранской добровольной спасательной службы. В 1912 г. возглавил Музейное общество Татр.
Во время Первой мировой войны К. Длуский — сторонник Ю. Пилсудского и создания Польских легионов.
В 1919 г. представлял Польшу на Парижской мирной конференции по подписанию Версальского договора, входил в состав Национального польского комитета.
После возвращения в Польшу посвятил себя медицине: борьбе с туберкулёзом, раком и алкоголизмом.
Был женат на старшей сестре М. Склодовской-Кюри — Брониславе.